# Колюбакин, Михаил Петрович
Михаил Петрович Колюбакин (1806(?)—1872) — русский государственный деятель, губернатор Бакинской и вице-губернатор Кутаисской и Тифлисской губерний; генерал-лейтенант.

## Биография
Родился в Волынской губернии. Его отец, Пётр Иванович Колюбакин, был женат на Марии Антоновне Пулавской. У них было пятеро детей: две девочки, три мальчика: Михаил, Николай и Александр.  Источники указывают, что Михаил был младше Николая, родившегося около 1810 года. В то же время годом рождения Михаила указывают 1806 год. Также источники указывают, что Михаил и Николай воспитывались в Пансионе Царскосельского лицея, причём Николай был выпущен из него в последний год существования, в 1829 году. А сведения о том, какое образование получил Михаил, отсутствуют. Известно, что за горячий характер друзья называли Николая «Озорным Колюбакиным», а его брата Михаила — «Тихим Колюбакиным».
Михаил Колюбакин поступил на военную службу юнкером в лейб-гвардии Его Величества уланский полк и принял участии в подавлении Польского восстания; в 1833 году был произведён в корнеты и переведён в Ольвиопольский уланский полк. Вскоре был прикомандирован в канцелярию новороссийского и бессарабского генерал-губернатора и в 1836 году прибыл на Кавказ, где провёл больший период своей жизни. Служил в Нижегородском драгунском полку, участвуя в делах против горцев. С 1838 года был адъютантом начальником штаба отдельного Кавказского корпуса генерала П. Е. Коцебу.
В 1847—1848 годах в чине подполковника он занимал должность вице-губернатора Кутаисской губернии; был избран членом Совета при наместнике Кавказа.
В 1849—1858 годах был Тифлисским вице-губернатором; 7 апреля 1857 года был произведён в генерал-майоры. Стал членом географического и земледельческого общества, заведующим сельскохозяйственным ведомством.
В 1863 году был назначен военным губернатором Баку и начальником гражданского ведомства; 30 августа 1864 года был произведён в генерал-лейтенанты. Баку своим благоустройством  обязан губернатору Колюбакину и архитектору К. Г. Гиппиусу. В 1865 году была снесена старая городская стена, отделявшая город от берега моря. Освободившуюся землю продали за 44 тысячи манатов, и на эти деньги была построена небольшая изящная каменная набережная с красивыми частными домами; были выстроены здания: губернаторского дома (1867) и дворянского собрания, устроены три городских фонтана. Военный губернатор Баку считался справедливым человеком, пользовался уважением и авторитетом.
Умер в Баку от чахотки 19 (31) января 1872 года. Был похоронен 21 января при большом наплыве народа на общегородском кладбище.